# Rivière Nabisipi
Der Rivière Nabisipi ist ein 158 km langer Fluss in der regionalen Grafschaftsgemeinde Minganie der Verwaltungsregion Côte-Nord in der kanadischen Provinz Québec.

## Flusslauf
Der Rivière Nabisipi hat seinen Ursprung im 490 m hoch gelegenen See Lac Saumur. Er fließt in südsüdöstlicher Richtung zum Sankt-Lorenz-Golf, in den er 9 km westlich der Gemeinde Aguanish mündet. Sein Einzugsgebiet umfasst 2062 km², sein mittlerer Abfluss beträgt 64,7 m³/s.
Östlich grenzt sein Einzugsgebiet an das des Rivière Aguanish.

## Hydrometrie
2,3 km oberhalb der Mündung befindet sich der Abflusspegel 02WA001 (⊙). Der gemessene mittlere Abfluss (MQ) an dieser Stelle beträgt 64,3 m³/s. Das zugehörige Einzugsgebiet beträgt 2060 km².
Im folgenden Schaubild werden die mittleren monatlichen Abflüsse des Rivière Nabisipi am Pegel 02WA001 für den Messzeitraum 1962–1988 in m³/s dargestellt.